# Saint-Genest-de-Beauzon
Saint-Genest-de-Beauzon [sɛ̃ ʒənɛ də bozɔ̃] est une commune française, située dans le département de l'Ardèche en région Auvergne-Rhône-Alpes.

## Géographie

### Situation et description
Petite commune à l'aspect essentiellement rural, Saint-Genest-de-Beauzon est située à huit kilomètres des Vans et à cinq kilomètres de Lablachère qui sont les villages les plus importants à proximité. Les communes des Assions et de Payzac jouxtent Saint-Genest qui est rattachée à la communauté de communes du Pays Beaume-Drobie.

### Climat
Pour des articles plus généraux, voir Climat d'Auvergne-Rhône-Alpes et Climat de l'Ardèche.
En 2010, le climat de la commune est de type climat méditerranéen franc, selon une étude du CNRS s'appuyant sur une série de données couvrant la période 1971-2000. En 2020, Météo-France publie une typologie des climats de la France métropolitaine dans laquelle la commune est exposée à un climat de montagne ou de marges de montagne et est dans la région climatique Provence, Languedoc-Roussillon, caractérisée par une pluviométrie faible en été, un très bon ensoleillement (2 600 h/an), un été chaud (21,5 °C), un air très sec en été, sec en toutes saisons, des vents forts (fréquence de 40 à 50 % de vents > 5 m/s) et peu de brouillards.
Pour la période 1971-2000, la température annuelle moyenne est de 12,9 °C, avec une amplitude thermique annuelle de 17,2 °C. Le cumul annuel moyen de précipitations est de 991 mm, avec 7,4 jours de précipitations en janvier et 4,2 jours en juillet. Pour la période 1991-2020, la température moyenne annuelle observée sur la station météorologique de Météo-France la plus proche, « Lablachère Drome », sur la commune de Lablachère à 3 km à vol d'oiseau, est de 13,5 °C et le cumul annuel moyen de précipitations est de 1 142,0 mm,. Pour l'avenir, les paramètres climatiques de la commune estimés pour 2050 selon différents scénarios d'émission de gaz à effet de serre sont consultables sur un site dédié publié par Météo-France en novembre 2022.

### Hydrographie
Le territoire communal est longé dans sa partie orientale par la rivière de Salindres, un affluent du Chassezac .

### Voies de communication
Le territoire communal est essentiellement traversé par deux routes départementales, la RD 104a et la RD 407.

### Lieux-dits, hameaux et écarts
La commune est composée de plusieurs hameaux dispersés sur le territoire, notamment Le Suel (mairie), Le Salel, Darboux (Haut et Bas), Le Monteillet, Le Cros (cimetière), Les Salettes, Le Monteil.

## Urbanisme

### Typologie
Au 1er janvier 2024, Saint-Genest-de-Beauzon est catégorisée commune rurale à habitat dispersé, selon la nouvelle grille communale de densité à 7 niveaux définie par l'Insee en 2022.
Elle est située hors unité urbaine et hors attraction des villes,.

### Occupation des sols
L'occupation des sols de la commune, telle qu'elle ressort de la base de données européenne d’occupation biophysique des sols Corine Land Cover (CLC), est marquée par l'importance des forêts et milieux semi-naturels (62,2 % en 2018), une proportion sensiblement équivalente à celle de 1990 (62 %). La répartition détaillée en 2018 est la suivante : forêts (48,6 %), zones agricoles hétérogènes (33,3 %), milieux à végétation arbustive et/ou herbacée (13,5 %), zones urbanisées (4,5 %).
L'évolution de l’occupation des sols de la commune et de ses infrastructures peut être observée sur les différentes représentations cartographiques du territoire : la carte de Cassini (XVIIIe siècle), la carte d'état-major (1820-1866) et les cartes ou photos aériennes de l'IGN pour la période actuelle (1950 à aujourd'hui).

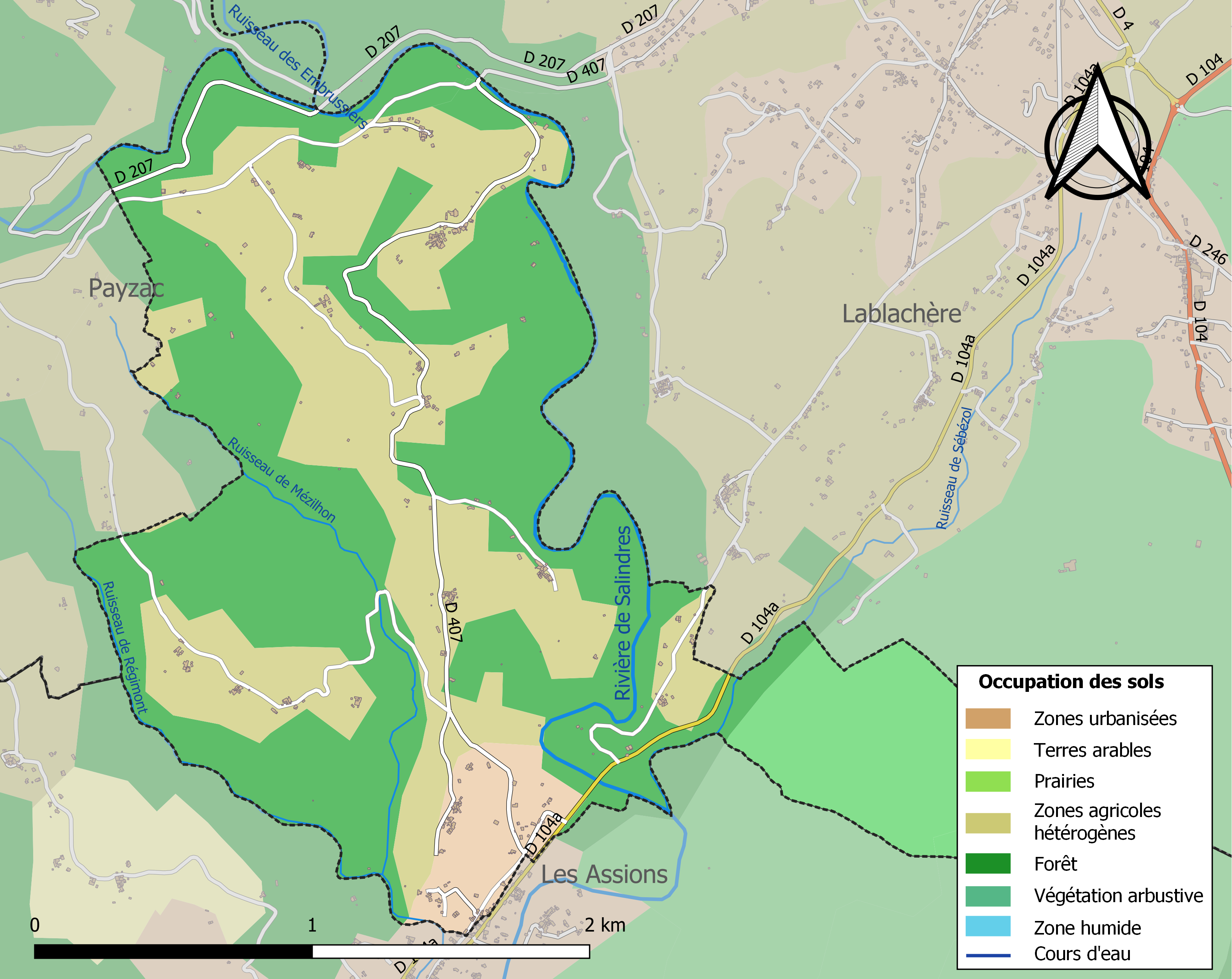
Carte des infrastructures et de l'occupation des sols de la commune en 2018 (CLC).

## Histoire
D'après la charte no 273 du cartulaire de l'abbaye Saint-Chaffre du Monastier, « Sancti Genesii » est une des églises dépendant du prieuré Saint-Gervais de Langogne.
En 1790, Saint-Genest-de-Beauzon est détaché de Faugères.
En 1851, Saint-Genest, pourtant rurale, est l'une des onze communes dans le Vivarais cévenol où la densité de population dépasse 150 habitants/km2 — plus que dans le Vivarais de la vallée du Rhône. À l'époque les Hautes Cévennes sont plus peuplées que les plaines des Basses Cévennes, peut-être grâce à la présence du châtaignier dans les hauteurs où il se plaît mieux. Dans les plaines plus basses, c'est le développement du mûrier dès le début du XVIIIe siècle qui a accompagné la croissance démographique commencée au XVIIe siècle.

## Politique et administration

### Liste des maires
| Période                                  | Période   | Identité       | Étiquette | Qualité                              |
| ---------------------------------------- | --------- | -------------- | --------- | ------------------------------------ |
| Les données manquantes sont à compléter. |           |                |           |                                      |
| mars 2001                                | mars 2008 | Francis Terme  |           |                                      |
| mars 2008                                | mai 2020  | Jack Zminka    |           | Retraité de la fonction publique     |
| mai 2020                                 | En cours  | Nathalie Belva |           | Agricultrice sur petite exploitation |

## Population et société

### Démographie
L'évolution du nombre d'habitants est connue à travers les recensements de la population effectués dans la commune depuis 1793. Pour les communes de moins de 10 000 habitants, une enquête de recensement portant sur toute la population est réalisée tous les cinq ans, les populations de référence des années intermédiaires étant quant à elles estimées par interpolation ou extrapolation. Pour la commune, le premier recensement exhaustif entrant dans le cadre du nouveau dispositif a été réalisé en 2007.

En 2022, la commune comptait 335 habitants, en évolution de +6,01 % par rapport à 2016 (Ardèche : +2,48 %, France hors Mayotte : +2,11 %).
| 1793 | 1800 | 1806 | 1821 | 1831 | 1841 | 1846 | 1851 | 1856 |
| ---- | ---- | ---- | ---- | ---- | ---- | ---- | ---- | ---- |
| 410  | 578  | 564  | 721  | 785  | 553  | 570  | 544  | 562  |

| 1861 | 1866 | 1872 | 1876 | 1881 | 1886 | 1891 | 1896 | 1901 |
| ---- | ---- | ---- | ---- | ---- | ---- | ---- | ---- | ---- |
| 594  | 445  | 655  | 632  | 504  | 482  | 441  | 430  | 403  |

| 1906 | 1911 | 1921 | 1926 | 1931 | 1936 | 1946 | 1954 | 1962 |
| ---- | ---- | ---- | ---- | ---- | ---- | ---- | ---- | ---- |
| 380  | 345  | 324  | 313  | 282  | 266  | 244  | 211  | 233  |

| 1968 | 1975 | 1982 | 1990 | 1999 | 2006 | 2007 | 2012 | 2017 |
| ---- | ---- | ---- | ---- | ---- | ---- | ---- | ---- | ---- |
| 225  | 191  | 197  | 201  | 222  | 234  | 236  | 296  | 318  |

| 2022 | - | - | - | - | - | - | - | - |
| ---- | - | - | - | - | - | - | - | - |
| 335  | - | - | - | - | - | - | - | - |

### Enseignement
La commune est rattachée à l'académie de Grenoble.

### Médias
La commune est située dans la zone de distribution de deux organes locaux de la presse écrite :
- L'Hebdo de l'Ardèche

Il s'agit d'un journal hebdomadaire français basé à Valence et couvrant l'actualité de tout le département de l'Ardèche.
- Le Dauphiné libéré

Il s'agit d'un journal quotidien de la presse écrite française régionale distribué dans la plupart des départements de l'ancienne région Rhône-Alpes, notamment l'Ardèche. La commune est située dans la zone d'édition d'Aubenas et Privas-Vallée du Rhône.

### Cultes
L'église paroissiale et les membres de la communauté catholique qui résident dans la commune de Saint-Genest-de-Beauzon sont rattachés à la paroisse Sainte Thérèse des Cévennes, elle-même rattachée au diocèse de Viviers.

## Culture locale et patrimoine

### Lieux et monuments
- Église Saint-Genest du Cros.
- Église inachevée du Suel.

### Personnalités liées à la commune
- Albert Pascal, premier évêque de Prince Albert ;
- Un des derniers poilus Alexis Tendil, décédé en 2005.

### Héraldique
|  | Saint-Genest-de-Beauzon possède des armoiries dont l'origine et le blasonnement exact ne sont pas disponibles. |